# Crevillent
Crevillent (kat. wym. [kɾe.viˈʎent]; hiszp. Crevillente, wym. [kɾe.βiˈʎen.te]) – gmina i miasto w Hiszpanii w regionie Walencja w prowincji Alicante/Alacant, w comarce Baix Vinalopó. Leży w obszarze metropolitarnym Alicante – Elche.